# Huisorde van de Husainid
De Nishan al-Aila of Huisorde der Hasainid werd door Mustafa Pasha-Bey, de bey van Tunis, in 1835 gesticht..
De orde werd aan het lint van de Orde van de Roem om de hals gedragen. Het lint van de Orde van de Roem was geel met twee rode strepen aan iedere zijde. Het kleinood van de Huisorde van de Husainid was een ronde ster met daarop stralen van diamanten. Als verhoging was een aigrette van diamanten aangebracht.
De orde, die altijd een enkele graad heeft gehad, werd tot 1958 verleend en in 1959 door de Republiek Tunesië afgeschaft. Behalve de leden van de familie van de bey werden premiers, ministers van Buitenlandse Zaken en vreemde vorsten in deze orde onderscheiden.